# 鈴木辰夫

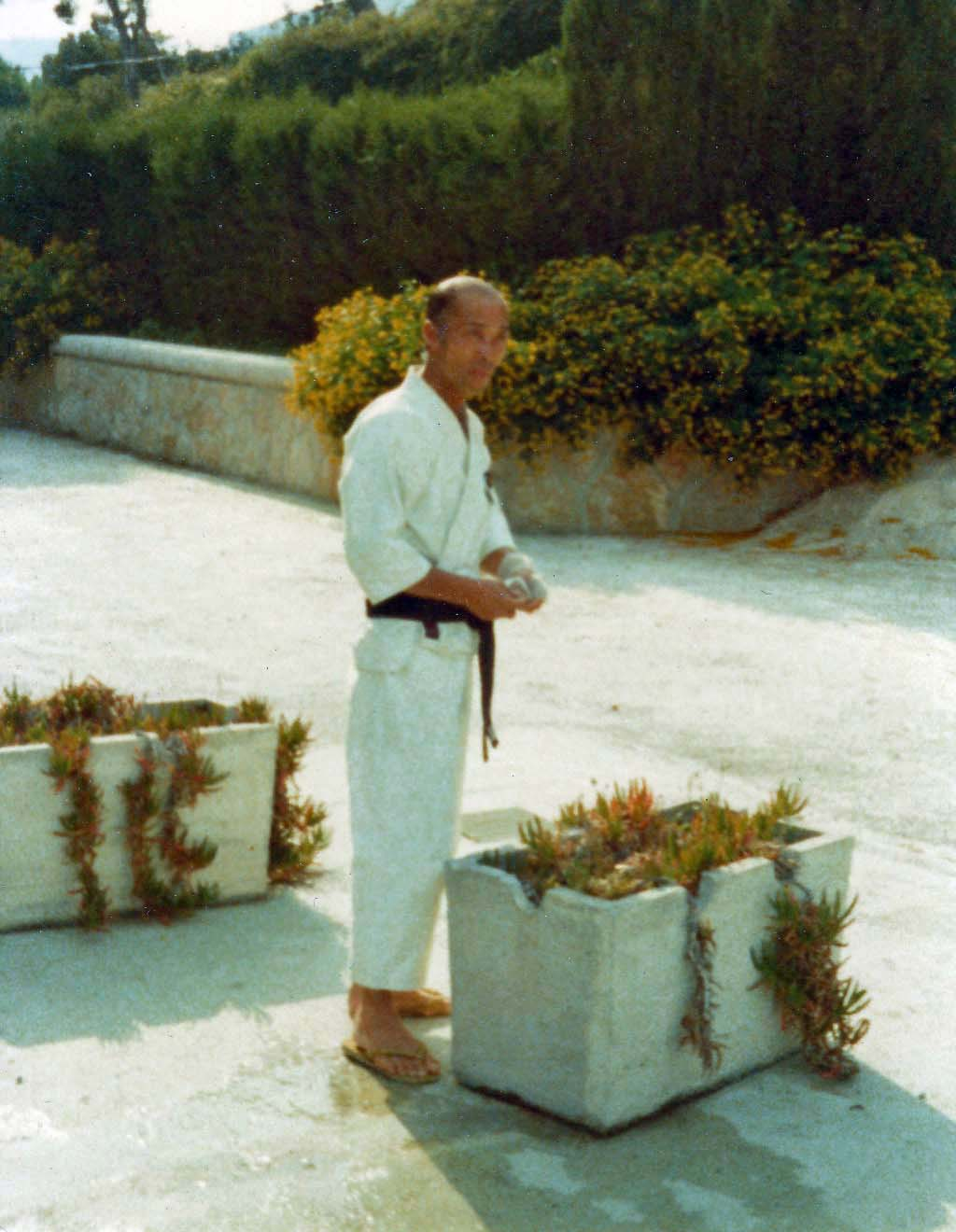
鈴木辰夫

鈴木 辰夫（すずき たつお、1928年4月27日 - 2011年7月12日）は、日本の空手家。日本空手の創始者の1人で和道流開祖の大塚博紀最高師範の直弟子。和道流八段。横浜市出身。

## 略歴
空手は14歳のころからはじめる。日本大学経済学部卒業後、田中清玄の秘書を勤めながら大学等で空手を教える。以前から海外へ行くことを夢見ていたが、1963年に大学の後輩らとともに、欧米各国を回り空手のデモンストレーションなどを行った。以降ロンドンを拠点に、空手普及のため世界各地で指導を続けていた。